# Wikipedia w języku scots
Wikipedia w języku scots (Scots Wikipædia) – edycja Wikipedii tworzona w języku scots. Została założona 23 czerwca 2005 roku i po raz pierwszy osiągnęła 1000 artykułów w lutym 2006 roku, a 5 tys. artykułów w listopadzie 2010 roku. W lipcu 2021 roku liczyła około 40 tys. artykułów. Szkocka Wikipedia, obok Wikipedii anglojęzycznej, Wikipedii w języku angielskim uproszczonym i Wikipedii w języku staroangielskim, jest jedną z czterech Wikipedii z grupy języków angielskich.
W sierpniu 2020 roku wiki została zauważona przez media ze względu na niską jakość języka scots w wielu artykułach i odkrycie, że co najmniej 20 tys. artykułów (ok. 1/3 w projekcie) zostało napisanych przez osobę, która w rzeczywistości nie znała tego języka. Doniesienia te doprowadziły do przeglądu zawartości Wikipedii przez osoby posługujące się językiem scots jako językiem ojczystym, jak również edytorów z innych społeczności Wikipedii. Większość artykułów tego problematycznego autora została od tego czasu usunięta, co doprowadziło do znacznego spadku całkowitej liczby artykułów w projekcie (która wynosiła około 55 tys. w 2018 roku, a w 2021 już tylko około 40 tys.).

## Odbiór
Do lutego 2008 roku strona zawierała 2200 artykułów i wyprzedziła maoryską Wikipedię i kaszmirską Wikipedię. Odbiór był jednak mieszany – redaktor literacki Scotland on Sunday określił ją jako „w najlepszym razie zagmatwaną, a w najgorszym – jako absolutną parodię”, zaś Ted Brocklebank, rzecznik Szkockiej Partii Konserwatywnej ds. kultury, opisał ją jako „tanią próbę stworzenia języka”. Jednak Chris Robinson, dyrektor Słownika języka scots, mówił bardziej pozytywnie o stronie, zauważając: „Fakt, że dobrze sobie radzi, zadaje kłam tym wszystkim ludziom, którzy oczerniają język scots i próbują go zdegradować”. W 2014 roku Jane C. Hu w artykule na Slate.com stwierdziła, że treść strony brzmi „jak transkrypcja osoby [mówiącej po angielsku] ze szkockim akcentem”. Wcześniej jeden z redaktorów Wikipedii, który uznał tę edycję Wikipedii za żart, zaproponował, aby zamknąć ten projekt.

## Kontrowersja
W sierpniu 2020 roku Wikipedia w języku scots zwróciła na siebie uwagę po tym, jak w poście w serwisie Reddit zauważono, że projekt zawiera niezwykle dużą liczbę artykułów napisanych przez jednego aktywnego autora, amerykańskiego nastolatka bez podstawowej znajomości tego języka. Artykuły te były pisane głównie z użyciem zasobów języka angielskiego i nie reprezentowały prawdziwego języka scots, lecz jedynie go naśladowały. Ich autor miał posłużyć się internetowym słownikiem angielsko-szkockim, aby w prosty sposób przetłumaczyć fragmenty artykułów z anglojęzycznej Wikipedii. Ponad 23 tys. artykułów, czyli około jednej trzeciej całej ówczesnej Wikipedii w języku scots, zostało stworzonych przez tego autora. Artykuły te były określane w mediach jako „napisane po angielsku z akcentem scots” i „bardzo dziwne”, czy wręcz jako „bełkot” z bezsensownymi słowami niewystępującymi w żadnym dialekcie scots. Incydent został opisany jako „ogromna porażka Wikimedii”, a szczególnej krytyce poddano „labiryntowy system back-end” Wikipedii i brak koordynacji między mniejszymi projektami Wiki.
W odpowiedzi na kontrowersje szkocka Wikipedia zamieściła baner z napisem „W związku z ostatnimi doniesieniami, szkocka Wikipedia dokonuje obecnie przeglądu swoich artykułów pod kątem nieścisłości”. Większość problematycznych artykułów została od tego czasu usunięta, co doprowadziło do znacznego spadku całkowitej liczby artykułów w projekcie (która wynosiła około 55 tys. w 2018 roku, a w 2021 wynosiła około 40 tys.).
Robert McColl Millar, profesor językoznawstwa i języka scots na University of Aberdeen, stwierdził, że wspomniane artykuły były przejawem „bardzo ograniczonej wiedzy zarówno na temat współczesnego języka scots, jak i jego wcześniejszych odmian”. Michael Dempster, dyrektor Scots Language Centre, skontaktował się z Wikimedia Foundation w sprawie możliwości rozbudowy istniejącej infrastruktury szkockiej Wikipedii, zwracając uwagę na jej „potencjał do bycia wielkim internetowym centrum” dla języka scots.